# Ферв'ю Тауншип (округ Батлер, Пенсільванія)
Ферв'ю Тауншип (англ. Fairview Township) — селище (англ. township) в США, в окрузі Батлер штату Пенсільванія. Населення — 1940 осіб (2020).

## Демографія
Згідно з переписом 2010 року, у селищі мешкало 2080 осіб у 786 домогосподарствах у складі 602 родин. Було 835 помешкань
Расовий склад населення:
| - 99,4 % — білих - 0,1 % — чорних або афроамериканців |

До двох чи більше рас належало 0,3 %. Частка іспаномовних становила 0,3 % від усіх жителів.
За віковим діапазоном населення розподілялося таким чином: 22,0 % — особи молодші 18 років, 62,5 % — особи у віці 18—64 років, 15,5 % — особи у віці 65 років та старші. Медіана віку мешканця становила 43,9 року. На 100 осіб жіночої статі у селищі припадало 103,7 чоловіків;  на 100 жінок у віці від 18 років та старших — 99,6 чоловіків також старших 18 років.
Середній дохід на одне домашнє господарство  становив 67 100 доларів США (медіана — 58 000), а середній дохід на одну сім'ю — 76 898 доларів (медіана — 70 192). Медіана доходів становила 51 354 долари для чоловіків та 36 667 доларів для жінок. За межею бідності перебувало 14,6 % осіб, у тому числі 26,2 % дітей у віці до 18 років та 10,3 % осіб у віці 65 років та старших.
Цивільне працевлаштоване населення становило 1025 осіб. Основні галузі зайнятості: освіта, охорона здоров'я та соціальна допомога — 20,4 %, виробництво — 18,7 %, транспорт — 12,5 %, науковці, спеціалісти, менеджери — 10,0 %.